# Aeroportul Sultan Aji Muhammad Sulaiman
Aeroportul Sultan Aji Muhammad Sulaiman (IATA: BPN, ICAO: WALL) este un aeroport din Balikpapan, Kalimantanul de Est, Indonezia ce deservește zona Balikpapan. Aeroportul a fost tranzitat în 2018 de 7.553.190 de pasageri. A fost deschis în 1940 și numit după Aji Muhammad Sulaiman⁠(d).
Situat la o altitudine de 4 m, aeroportul dispune de o singură pistă. Este operat de Angkasa Pura⁠(d).